# دیانا پارسیان

مسابقات قهرمانی آموزشگاه‌های ایران, بانو دیانا پارسیان سرگروه دبیرستان شاهدخت کرمانشاه (تهران، ۱۳۴۰)

دیانا پارسیان یا دیانا پاویسیان (متولد ۱۶ اسفند ۱۳۲۴ خورشیدی در کرمانشاه) بازیکن والیبال ایرانی است. وی که فرزند پدری روسی‌تبار بنام ولادیمیر پاویسیان و مادری ایرانی بنام چولیا است، فعالیت ورزشی خود را از دبیرستان شاهدخت کرمانشاه کرد و سپس برای عضویت تیم منتخب (کلونی) کرمانشاه، جهت حضور در مسابقات آموزشگاه‌های ایران در سال ۱۳۳۹ (اصفهان) پذیرفته شد. سال بعد و در مسابقات آموزشگاه‌های ایران ۱۳۴۰ (تهران) نیز با تیم کرمانشاه (به همراه سوسن زارع، ژوزفین، لی لی بیانی، ثریا ساوه‌ای، نسرین صاحب جمعی و ثریا دزفولیان) حضور یافت و توانست نظر مربی پاکستانی تیم ملی (سردار نصرالله) را برای حضور در اردوی ترکیه جلب کند. وی از سال ۱۳۴۱ به عضویت تیم ملی درآمد.
در دی ماه ۱۳۴۲ عضو اولین تیم ملی والیبال ایران شد و در اولین مسابقه رسمی تیم ملی والیبال ایران در اولین مسابقات انتخابی المپیک رشته والیبال در دهلی نو و برای حضور در المپیک ۱۹۶۴ توکیو شرکت کرد. وی به دلیل مشکلات شخصی نتوانست در بازی‌های آسیایی ۱۹۶۶ حاضر شود و به همراه تیم ملی مدال برنز آسیا را کسب کند.

## کارنامه ورزشی
در سطح باشگاهی
- قهرمانی باشگاه‌های تهران: اردیبهشت ۱۳۴۶، بهمن ۱۳۴۶، ۱۳۴۷، ۱۳۴۸ (با تیم انجمن)[۱]
- نایب قهرمانی باشگاه‌های تهران: اردیبهشت ۱۳۴۶، بهمن ۱۳۴۶، ۱۳۴۷، ۱۳۴۸ (با تیم انجمن)[۱]